# Marietje Schaake
Marietje Schaake (Leiden, 28 de octubre de 1978) es una política neerlandesa militante de Demócratas 66 y diputada del Parlamento Europeo, con el Partido de la Alianza de los Liberales y Demócratas por Europa (ALDE) desde julio de 2009.